# Hip hop spagnolo
L'hip hop spagnolo è un genere locale della cultura nata negli Stati Uniti durante gli anni 1970 e giunta nella penisola iberica alla fine degli anni 1980 quando le crew di break dance utilizzavano principalmente dischi statunitensi, mentre i locali rapper iniziavano ad esibirsi per un pubblico particolarmente ridotto, sempre a livello underground. Alcune rock band nel periodo, come Os Resentidos, Kortatu e TDK, provarono a registrare lavori discografici di approccio alla musica hip hop, ma mantennero la maggior parte delle loro radici hard rock.
Nel 1989 l'etichetta Troya Dscs&Rcrs pubblicò il primo album di hip hop spagnolo: Madrid Hip Hop, una compilation di brani di quattro gruppi musicali della zona di Madrid: DNI, Estado Crítico, Sindicato del Crimen e QSC. Il disco presenta due tracce per ogni gruppo. Più tardi nel 1989 la major Ariola cercò di dare impulso alla scoperta di nuovi talenti nel genere, con una nuova compilation di musica hip hop di gruppi madrileni: Rappin Madrid, che introdussi al pubblico molti promettenti artisti come MC Randy & D.J. Jonco. Entrambi i progetti sostanzialmente fallirono, ma aiutarono a rinsaldare la scena madrilena.
Zona Bruta, la prima etichetta discografica specializzata in hip hop spagnolo, è stata fondata nel 1994. Alcuni rapper spagnoli sono di origine africana.
Tra i principali artisti della scena rap spagnola si ricordano Aid, Beret, La Mala Rodríguez, Maikel Delacalle, Dareysteel, Gata Cattana, Porta e Walkiria Espino.